# Острогожское викариатство
Острогожское викариатство — бывшее викариатство Воронежской епархии Русской православной церкви.

## История
Учреждено 28 октября 1841 года в помощь архиепископу Антонию (Смирницкому). Упразднено 24 декабря 1853 года, но вновь возобновлено 9 ноября 1866 года. Вплоть до эпохи гонений советского времени епископы Острогожские имели местопребывание в Алексеево-Акатовом монастыре в Воронеже.
Викарному епископу Острогожскому в начале XX века было поручено ведать следующими делами:

1) Объ утвержденіи въ должности церковныхъ старостъ и объ увольненіи ихъ отъ сей должности по собственнымъ прошеніямъ ихъ.
2) О назначеніи епитиміи лицамъ свѣтскаго званія по приговорамъ судебныхъ мѣстъ.
3) Объ опредѣленіи псаломщиковъ къ сельскимъ церквамъ и объ увольненіи ихъ въ отпуски.
4) О выдачѣ метрическихъ свидѣтельствъ и объ исправленіи метрическихъ записей.
5) О выдачѣ свидѣтельства на почетное гражданство лицамъ духовнаго происхожденія, также справокъ и копійь съ документовъ и бумагъ Консисторіи по просьбамъ разныхъ лицъ.
6) Объ утвержденіи священниковъ законоучителями начальныхъ училищъ въ ихъ приходахъ.
7) О разрѣшеніи браковъ въ родствѣ и недостигшимъ совершеннолѣтія.
8) О рарѣшеніи браковъ псаломщикамъ и служащимъ въ Консисторіи.
9) О назначеніи и увольненіи просфорницъ.
10) Объ опредѣленіи, перемѣщеніи и увольненіи послушниковъ.
11) Предсѣдательство— а) въ Совѣтѣ Братства Святителей Митрофана и Тихона, б) въ Епархіальномъ Училищномъ Совѣтѣ и в) въ Воронежскомъ Комитетѣ Православнаго Миссіонерскаго общества.
12) Разсмотрѣніе и утвержденіе экономическихъ журналовъ духовныхъ училищъ о расходахъ по смѣтнымъ назначеніямъ.

После 1926 года пресеклось.
Восстановлено 27 июля 2011 года решением Священного Синода Русской православной церкви.
26 декабря 2013 года решением Священного Синода была образована самостоятельная Россошанская и Острогожская епархия, что означало упразднение викариатства.

## Епископы
- 28 октября 1841 — 12 января 1842 — Иринарх (Попов)
- 2 февраля 1842 — 1 марта 1848 — Елпидифор (Бенедиктов)
- 23 мая 1848 — 13 июня 1852 — Феогност (Лебедев)
- 8 июля 1852 — 3 октября 1853 — Антоний (Павлинский)
- 29 января 1867 — 23 июня 1871 — Феодосий (Макаревский)
- 12 ноября 1871 — 23 мая 1879 — Вениамин (Быковский)
- 15 июня 1879 — 24 сентября 1880 — Филарет (Косинский)
- 14 декабря 1880 — 24 апреля 1882 — Кирилл (Орлов)
- 8 июня 1882 — 21 мая 1886 — Макарий (Троицкий)
- 24 апреля 1887 — 12 июля 1890 — Анатолий (Станкевич)
- 8 июня 1891 — 22 декабря 1896 — Владимир (Соколовский-Автономов)
- 24 мая 1897 — 31 января 1900 — Иосиф (Соколов)
- 31 января 1900 — 3 сентября 1923 — Владимир (Шимкович)
- 13 июня — октябрь 1926 — Синезий (Зарубин)
- 18 сентября 2011 — 26 декабря 2013 — Андрей (Тарасов)